# یاکوف تراختنبرگ
یاکوف تراختنبرگ (به انگلیسی: Jakow Trachtenberg) ریاضیدان روسی مبدع روش محاسبه ذهنی سریع است که به روش تراختنبرگ معروف می‌باشد.

## سرآغاز
یاکوف تراختنبرگ در ۱۷ ژوئن سال ۱۸۸۸ میلادی در بندر اودسای امپراتوری روسیه (اوکراین امروز) چشم به جهان گشود. پس از آنکه با درجهٔ ممتاز از مؤسسهٔ مهندسی معدن سن پترزبورگ فارغ‌التحصیل شد، به عنوان مهندس در کشتی سازی ابوشوف مشغول کار شد. در بیست و چند سالگی به مقام سر مهندسی رسید و سرپرستی یازده هزار نفر را برعهده گرفت.

## زندگی در آلمان
تراختنبرگ پس از انقلاب ۱۹۱۷ بی پروا علیه خشونت و قانون‌شکنی سخن گفت.
این انتقادات زندگیش را به مخاطره انداخت. در اوائل سال ۱۹۱۹ مجبور شد برای حفظ جانش پای پیاده راهی آلمان شود. در برلین با زن زیبارویی از طبقه اشراف ازدواج کرد و با نوشتن مقاله‌های انتقادی در بارهٔ شوروی و تدوین کتاب مرجع دربارهٔ صنایع این کشور شهرتی بهم زد. همچنین روشی برای تدریس زبان‌های خارجی ابداع کرد که هنوز در بسیاری از مدارس آلمان به کار می‌رود.

## درگیری با هیتلر
با روی کار آمدن هیتلر، تراختنبرگ بی هیچ ترسی، به انتقاد از هیتلر و فاشیسم پرداخت. در سال ۱۹۳۴ پس از آنکه فهمید زندگی در آلمان به قیمت جانش تمام خواهد شد، همراه همسرش به وین پناه برد. در آنجا به منظور تقویت انگیزه‌های صلح جویانه اثری به نام وزارت صلح نوشت که خوانندگان بسیاری یافت. اما در سراسر جهان چراغ صلح به خاموشی گرایید.

## جنگ جهانی دوم
آلمانی‌ها وارد خاک اتریش شدند و نام تراختنبرگ در راس فهرستی کسانی بود که هیتلر فرمان دستگیریشان را داده بود. تراختنبرگ به یوگسلاوی گریخت، اما شبی مأموران گشتاپو او را به چنگ آوردند و به اردوگاهی فرستادند که کوچک‌ترین تخلف از قانون شدیدترین تنبیهات را در پی داشت و هر روز دسته‌ای از زندانیان تصادفی انتخاب و روانه کوره‌های آدم سوزی می‌شدند.

## سالهای زندان
تراختنبرگ برای حفظ تعادل روحی خود به دنیای درون خویش پناه برد و رهسپار دنیای اعداد شد. آنجا از کتاب و کاغذ و قلم خبری نبود. ذهن پیکار جوی او همه این کمبودها را جبران می‌کرد. او معتقد بود که ریاضیات کلید درست اندیشی است، نزد خود اعداد غول آسایی را برای افزودن به یکدیگر در نظر می‌گرفت و به جمع آن‌ها می‌پرداخت، چون کسی نمی‌تواند جمع هزاران عدد را به خاطر بسپارد، روشی مصون از خطا را ابداع کرد که به کمک آن کودکان نیز می‌توانستند هزاران عدد را برهم بیفزایند بی آنکه اشتباهی نمایند.

## فرار
در سال ۱۹۴۴ همسرش که هیچگاه از اردوگاه اسیران دور نشده بود خبردار شد که می‌خواهند تراختنبرگ را اعدام کنند توانست با دادن رشوه او را به اردوگاه دیگری در لایپزیگ منتقل کند. در آنجا تراختنبرگ در تاریکی شبی از زیر دو ردیف سیم خاردار بیرون خزید و به همسرش پیوست، اما بار دیگر او دستگیر و به اردوگاه کار اجباری در تریست فرستادند و به سنگ‌شکنی گماشتند. در شب بی ستاره‌ای تراختنبرگ از پرچین سیم خاردار گذاشت و زیر رگبار نگهبانان موفق شد بگریزد و همراه همسرش روانه سوئیس شوند.

## زندگی پس از جنگ
در سویس روش ریاضی خود را تکمیل کرد و شیوه جدید و ساده اش را به کودکان آموخت.
او که همواره بر این اعتقاد بود که هر انسانی با هوش سرشار زاده می‌شود برای اثبات نظرش تعمداً کودکانی را برمی‌گزید که در مدرسه تنبل به‌شمار می‌آمدند. این روش‌ها در نظر بچه‌ها که عموماً وامانده و خجالتی و گوشه‌گیر بودند، همچون سرگرمی دلپذیری جلوه می‌کرد و مهارتی که در کار با اعداد به دست می‌آوردند موجب می‌شد شخصیت شان دگرگون شود و کم‌کم در سایر درسها نیز پیشرفت محسوسی کنند.

## سالهای پایانی
تراختنبرگ در سال ۱۹۵۰ مؤسسه ریاضی زوریخ را بنا نهاد که صبح‌ها شاگردان هفت الی هجده ساله و عصرها مردان و زنان مشتاق در سر کلاسهای درس حاضر می‌شدند و از سادگی روش تازه ریاضیات لذت می‌بردند.
تراختنبرگ معتقد بود علت اینکه اغلب ما در کار با اعداد مشکلاتی داریم دشوار بودن فهم حساب نیست، بلکه علت آن در روش کهنه‌ای نهفته‌است که با آن به ما درس داده‌اند. مزایای مهم روش محاسبهٔ ذهنی تراختنبرگ عبارتند از سهولت و سرعت و دقت بیشتر.
او تا هنگام مرگ در سال ۱۹۵۳ به تدریس این روش همت داشت.